# Asociații ale credincioșilor creștini

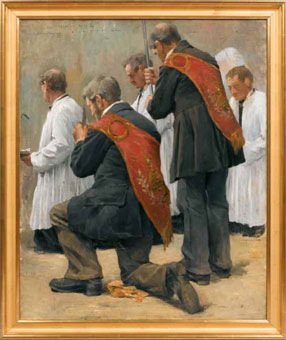
Les Charitons, tablou de Émile-Louis Minet (1880).

Asociațiile credincioșilor creștini (în latină consociatio christifidelium) sunt grupurile de persoane botezate, care doresc să pună împreună în practică învățătura lui Isus Cristos.
Codex Iuris Canonici reglementează modul în care aceste asociații pot dobândi personalitate juridică bisericească (can. 225, 298-329, 573-746).

## Istoric
În evul mediu european au fost foarte populare confreriile de caritate (în franceză Confrérie de charité, „frăție de milostivire”), în care laicii dintr-o parohie efectuau împreună acte caritative. Scopul inițial al acestor confrerii era acela de a ajuta văduvele foștilor membri, precum și pe eventualii orfani. În contextul descreștinării revoluționare aceste asociații de laici au fost desființate.